# Вовченя (фільм)
Вовченя (англ. Teen Wolf) — американська комедія 1985 року.

## Сюжет
Скотт Говард хоче виділятися серед однолітків і подобатися дівчатам. Але переслідуваний постійними невдачами, юнак вже зневіряється завоювати авторитет. Одного разу вночі він виявляє, що перетворюється на перевертня. Відтепер його незвичайні властивості допоможуть завоювати прихильність дівчат і ставити спортивні рекорди. Так що в школі Скотт відразу стає популярним.

## У ролях
| Актор           | Роль                       |
| --------------- | -------------------------- |
| Майкл Джей Фокс | Скотт Говард               |
| Джеймс Гемптон  | Гарольд Говард             |
| Сьюзен Урсітті  | Буф                        |
| Джеррі Лівайн   | Стайлз                     |
| Метт Адлер      | Льюїс                      |
| Лорі Гріффін    | Памела                     |
| Джим МакКрелл   | містер Торн                |
| Марк Арнольд    | Мік                        |
| Джей Тарсес     | тренер Фінсток             |
| Марк Голтон     | Чуббі                      |
| Скотт Полін     | Кірк Лоллі                 |
| Елізабет Горсі  | Тіна                       |
| Мелані Манос    | Джина                      |
| Дуг Севант      | Бред                       |
| Чарльз Цукер    | Малкольм                   |
| Гарві Вернон    | старий клерк               |
| Клер Пек        | міс Гойт                   |
| Грегорі Ітцін   | викладач англійської мови  |
| Доріс Гесс      | учитель                    |
| Трой Еванс      | Дракон тренер з баскетболу |